# كيحان
كيحان (بالإنجليزية: Ke'Haan)‏ هو شخصية خيالية ظهرت في الكتب المصورة التي نشرتها دي سي كوميكس. وهو هيومانويد فضائي طويل القامة، ذو جلد برتقالي-محمر، ورأس أصلع جزئياً وثلاثة ضفائر بنية تمتد لأسفل مركز رأسه. وتشمل السمات المميزة الأخرى زوجًا من القرون الشبيهة بالثور. ظهر لأول مرة في الفانوس الأخضر (المجلد 3) #49 (فبراير 1994): «الشفق الزمردي الجزء الثاني: الحاضر»

## السيرة الذاتية للشخصية الخيالية

### التاريخ
كيحان من الماضي فارفا سابقاً في القيادة الثانية لمدرب الفانوس الأخضر كيلووغ. كان أيضاً الحامي المعين للقطاع 786. معاً، كان هو وكيلووغ من كبار المدربين لمجندي الفانوس الأخضر المعينين حديثاً. على مدار حياته, كان يعتبر المعلم الأقسى على وا. ومع ذلك لوحظ بأن هذا التدريب الشاق إنتج بعض من أقوى الفوانيس الموجودة في السلك. عندما كان القطاع 112 بدون فانوس، أخذ أبنة كنتور أوموتو ليرا تحت جناحه. في داخلها، وجد روحًا شريفة وأصبحت تلميذته الثمينة. داخل الفيلق، أصبح ضمني وهامس بشكل كبير بأنه هو وليرا أكثر من مجرد معلم وتلميذ على الرغم من حقيقة بأنه كان لديه عائلة على كوكبه الأصلي في الواقع غالباً ما يمكن العثور عليهما معاً في معظم مهامها.

### الشفق الزمردي
عندما كان الكيان المعروف بأسم بارالاكس يفسد زميله الفانوس الأخضر هال جوردان، أرسل الحراس كاهان وليرا لمنعه من الوصول إلى وا. ووجدا نفسيهما مهزومان كجوردان، مدفوعين بالغيظ والهوس. والمثير للدهشة بأنه على الرغم من شخصيته الفذة وسنوات خبرته وقوته الساحقة، إلا أن كيحان كان أول من سقط لأجل جوردان، في حين أن تلميذته ليرا، كانت لا تزال تخسر، فقد كانت أفضل بكثير بمحاولاتها لإيقاف جوردان.

### العودة والموت
مؤمناً بالموت بعد معركته مع هال جوردان، كيحان، جنباً إلى جنب مع زملائه من فيلق الفانوس الأخضر غراف تورين، لايرا، كريون، بووديكّا، وتومار-تو، تم القبض عليهم من قبل الصيادين وأقتيدوا إلى القطاع المحرم 3601 لأستخدامها كخلايا طاقة للكوكب بيوت.
خلال هذا الوقت، خلف توريت كالفانوس الأخضر لقطاعه والذي كُلف بإخبار زوجته وأولاده بوفاته. أقسم توريت أيضاً بقتل الشخص المسؤول عن وفاة كيحان الظاهرية.
ومن غير المعروف كم من الوقت ظلوا في الأسر حتى تم أكتشافه هو وزميله من قبل غاي غاردنر وهال جوردان، اللذان أصبحا الآن خاليين من تأثير بارالاكس. وتم إطلاق سراحه من قبل جوردان وشن حرباً كاملة على الصيادين. وبعد هزيمة الصيادين، حول الفوانيس المفقودة غضبهم على جوردان، الذي ما زالوا يعتقدون بأنه عدوهم. لكنهم توقفوا عندما رفض جوردان مقاتلتهم. وعند فحص محيطهم، أكتشفوا فوانيس كان يعتقد بأنهم ميتين من مدة طويلة. ويبدو بأن الصيادين كانوا يختطفون الفوانيس لفترة طويلة.
الفوانيس المبعوثة حديثاً سيُقتلون إذا لم يعملوا بشكل جماعي مما يؤدى إلى تدمير بيوت. عندما عادوا إلى وا، تم أستقبالهم كأبطال, و أستأنف كيحان مهامه كمدرب جديد للفوانيس. وكان أيضاً أحد المحذرين لهال جوردان لأفساح المجال للفوانيس المفقودة، على الرغم من جوردان هو الذي أنقذهم. ومن غير المعروف كيف سيكون رد فعل خليفته والأسرته عند عودته.
عندما أحضر بارالاكس (كايل راينر) هال جوران إلى قوارد، هاجمه فيلق سينسترو بأكمله. آمون سور أخبر هال أنه من المثير للسخرية بأنه سيموت وحيداً ويهجره فيلقه. بعدها وصل كيحان إلى مكان الحادث مع زميلائه الفوانيس المفقودة، وأنقذ هال وقال «وحيد. نعم. ولكن لن يتم التخلي عنك أبداً. إن الفيلق لا يتخلون عن أنفسهم». ثم ذهبت المجموعة تحت الأرض، وأخذ كيحان كل من بووديكّا، لايرا، و هانو للعثور على أيون. بدلاً من ذلك، وجدوا آنتي-مونيتر، والذي يقتل كيحان، ويخلع جلده من هيكله العظمي في أنفجار واحد.

### الليل الأحلك
كيحان هو واحد من العديد من الفوانيس الساقطة الذين سيقومون من قبورهم على وا ليصبحوا الفوانيس السوداء. وهو واحد من العديد من الفوانيس السوداء الذين وقفوا ضد الفوانيس الخضراء الحية على وا. خلال الصراع، تمكن من طعن غاي غاردنر بالساق. ودمرت جثته.